# 28889 Turrentine
28889 Turrentine è un asteroide della fascia principale esterna. Scoperto nel 2000, presenta un'orbita caratterizzata da un semiasse maggiore pari a 3,038549 UA e da un'eccentricità di 0,086722, inclinata di 10,397053° rispetto all'eclittica. Ha un diametro di 6,059 km e un'albedo di 0,277.
Fa parte della famiglia di asteroidi Eos.